# هجوم العتبة الرضوية 2022
هجوم العتبة الرضوية سنة 2022 هي عملية طعن وقعت في 5 أبريل 2022 في باحة مرقد الإمام الرضا بمدينة مشهد شمال شرقي إيران، مما أدى لمقتل اثنين من رجال الدين الشيعة وإصابة واحد آخر. تم القبض على المهاجم على الفور، وهو مواطن أجنبي يدعى عبد اللطيف مرادي، إضافة إلى توقيف ستة أشخاص آخرين يشتبه في تواطؤهم مع منفذ الهجوم. وكان الضحايا أعضاء نشطين في منظمات بناء وثقافية غير ربحية.

## الهجوم
في 5 أبريل 2022، ورد أن عبد اللطيف مرادي دخل باحة مرقد الإمام الرضا، وفي الساعة 14:16 مساءً طعن ثلاثة رجال دين بسكين بهجوم مفاجئ عليهم. توفي أحد رجال الدين  يدعى «محمد أصلاني»، على الفور بعد تعرضه للطعن حوالي 20 مرة. وتم نقل المصابين إلى المستشفى. وبعد يومين توفي رجل دين آخر يُدعى صادق دارايي متأثراً بجراحه في مستشفى كامياب في مشهد.
قوات الأمن اعتقلت المهاجم على الفور، كما اعتقلت ستة أشخاص آخرين، بتهمة التعاون معه، بمن فيهم شقيقيه. وأظهر مقطع فيديو في أعقاب الحادث، زوارا شيعة يمسكون المهاجم ويسلمونه للسلطات. وفي مقطع مصور من موقع الهجوم تداولته وسائل الإعلام الاجتماعي، شوهد رجلان على الأرض الرخامية الرمادية للعتبة والدماء تغطيهما.
وقع الهجوم ثالث من رمضان، الذي يشهد تدفق المصلين المسلمين على المساجد في أنحاء البلاد.

## المنفذ
ذكرت مصادر إعلامية أن المعتدي يبلغ من العمر 21 عاما ويدعى عبد اللطيف مرادي، وهو أفغاني من أصول أوزبكية. وقد دخل إيران بشكل غير قانوني من الحدود الباكستانية قبل عام، ثم استقر في مدينة مشهد. وكان يعمل مع شقيقه في شركة نقل ويعيشان في منطقة مهرآباد. وبحسب ما ورد يحمل عبد اللطيف مرادي فكراً تكفيرياً حيث يعتبر الشيعة مجوساً ويؤمن بضرورة إراقة دمائهم. وكان ناشطًا في بعض الشبكات الاجتماعية بألقاب مختلفة، مثل عبد اللطيف السلفي، وحسن مرادي، وأبو العقاب الموحّد، وسعى لنشر الفكر التكفيري.

## الجنازة

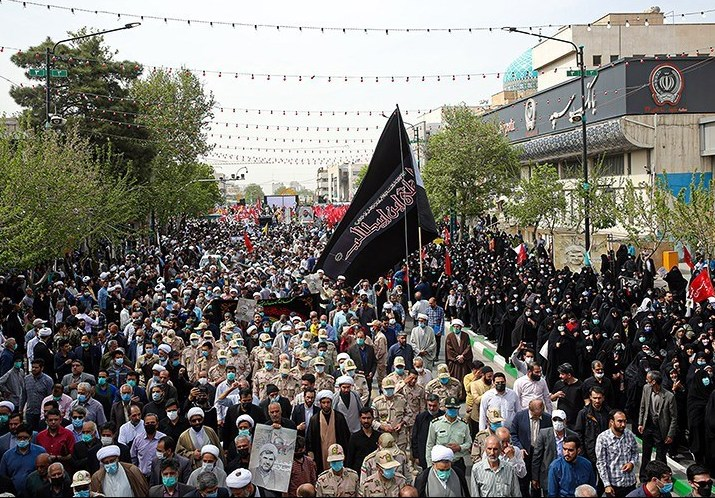
تشييع جنازة محمد أصلاني في مشهد

أقيمت جنازة محمد أصلاني في مدينة مشهد الإيرانية. وهتف المشاركون في الجنازة بشعارات مختلفة منها: «الحسين شعارنا» و«لبيك يا إمام رضا» و«الموت لأمريكا». كما شارك مهاجرون أفغان في الجنازة. دفن أصلاني في العتبة الرضوية، إلى جانب ضحايا تفجير عاشوراء في مرقد الإمام الرضا عام 1994.
وفي اليوم التالي شيع جثمان الضحية الثانية صادق دارايي الی العتبة الرضوية ودفن بالقرب من قبر محمد أصلاني.

## ردود الفعل
- أدان الرئيس الإيراني، إبراهيم رئيسي، الهجوم وأمر وزارة المخابرات الإيرانية بالتحقيق في الحادث.[12] وأدان علماء سنة من مختلف أنحاء إيران الهجوم.[13]
- وندد المتحدث باسم طالبان ذبيح الله مجاهد بالهجوم. وقال «ان هذا العمل لا صلة له بالافغانيين وافغانستان».[14][15]